# Рудкин, Филипп Никитович
Филипп Никитович Рудкин (27 ноября 1893, деревня Чёрная Сосна, ныне Мстиславский район, Могилёвская область — 12 октября 1954, Москва) — советский военный деятель, генерал-майор танковых войск (7 июня 1943 года). Герой Советского Союза (31 марта 1943 года).

## Биография
Родился 27 ноября 1893 года в деревне Чёрная Сосна ныне Мстиславского района Могилёвской области (Белоруссия) в крестьянской семье. В 1914 году вступил в ряды РСДРП.
В октябре 1915 года был призван в ряды Русской императорской армии и служил рядовым в 16-м Сибирском запасном батальоне, а затем в 551-м пехотном полку 138-й пехотной дивизии (Двинск, Западный фронт).
В ноябре 1917 года был выбран на должность выборного командира-комиссара 138-й пехотной дивизии.
Во время Гражданской войны воевал на Западном фронте. В мае 1918 года был назначен на должность комиссара отряда войск ВЧК, в декабре 1918 года — на должность командира бригады войск ВЧК, в июне 1919 года — на должность помощника чрезвычайного военного комиссара фронта, в ноябре 1919 года — на должность инспектора войск ВЧК (НКВД) в Москве. Принимал участие в боях против войск под командованием генерала Н. Н. Юденича, в 1918 и 1919 годах был контужен и ранен.
Закончил рабфак при Московской горной академии.
С ноября 1926 года последовательно назначался на должности начальника особой части НКВД в Москве, военного инспектора ВЧК Ленинградской области, старшего инспектора транспортного отдела ОГПУ.
В 1937 году закончил Военную академию механизации и моторизации РККА имени И. В. Сталина и в ноябре 1937 года был назначен на должность начальника отдела вооружения войск НКВД Украины и Крыма.
В октябре 1938 года уволен в запас по выслуге лет в РККА и органах ВЧК, ОГПУ, НКВД. В январе 1940 года был вторично призван на военную службу и назначен на должность начальника автотранспортного отделения Беломорско-Балтийского комбината НКВД СССР (г. Медвежьегорск Карельской АССР).
В сентябре 1941 года был назначен на должность начальника отдела автобронетанкового управления Карельского фронта, в июне 1942 года — на должность заместителя начальника Сталинградского учебного легкобронетанкового центра, принимал участие в Сталинградской битве.
С августа 1942 года командовал 215-й танковой бригадой, а с ноября 1942 года — 179-й танковой бригадой, участвовавшей под командованием Ф. Н. Рудкина в Острогожско-Россошанской наступательной, Харьковских наступательной и оборонительной операциях. С января по март 1943 года бригада освободила десятки населённых пунктов. В районе населённого пункта Старый Салтов (Харьковская область) 179-я танковая бригада под командованием Ф. Н. Рудкина вывела из окружения ряд советских стрелковых частей.
Указом Президиума Верховного Совета СССР «О присвоении звания Героя Советского Союза начальствующему и рядовому составу Красной Армии» от 31 марта 1943 года за «образцовое выполнение боевых заданий командования на фронте борьбы с немецкими захватчиками и проявленные при этом отвагу и геройство» удостоен звания Героя Советского Союза с вручением ордена Ленина и медали «Золотая Звезда» (№ 949).
11 июня 1943 года был назначен на должность командира 15-го танкового корпуса, который принимал участие в Курской битве и Орловской наступательной операции. За расчленение орловской группировки противника 15-й танковый корпус был преобразован в 7-й гвардейский. 6 августа 1943 года был освобождён от должности командира корпуса «как не справляющийся с работой, не могущий руководить боем корпуса» и вскоре был назначен на должность командующего Тамбовским танковым военным лагерем.
12 января 1944 года был назначен на должность командира 11-го танкового корпуса, участвовавшего в Проскуровско-Черновицкой и Белорусской наступательных операциях.
16 июля 1944 г. Приказом Ставки ВГК № 220146 «О недостатках ввода в бой 11-го танкового корпуса» генерал-майор танковых войск Рудкин Ф. Н. снят с должности командира 11-го танкового корпуса и направлен в распоряжение командующего бронетанковыми и механизированными войсками Красной Армии.
В августе 1944 года был назначен на должность заместителя командующего бронетанковыми и механизированными войсками 3-го Белорусского фронта. Принимал участие в Гумбиннен-Гольдапской и Восточно-Прусской операций, а также в штурме Кёнигсберга.
В июне 1945 года был назначен на должность заместителя командующего бронетанковыми и механизированными войсками Барановичского военного округа. С декабря 1945 года находился в распоряжении главнокомандующего Сухопутными войсками и в июне 1946 года был назначен на должность старшего инспектора бронетанковых и механизированных войск Инспекции Сухопутных войск.
С марта 1947 года находился в распоряжении БТ и МВ ВС СССР, и в августе 1947 года был назначен на должность командующего бронетанковыми и механизированными войсками 3-й ударной армии, а в июне 1950 года — на должность командующего бронетанковыми и механизированными войсками Южно-Уральского военного округа.
В ноябре 1952 года вышел в отставку в звании генерал-майора танковых войск. Умер 12 октября 1954 года в Москве. Похоронен на Введенском кладбище (23 уч.).

## Награды
- Медаль «Золотая Звезда» (31.03.1943);
- три ордена Ленина (04.02.1943, 31.03.1943, 21.02.1945);
- два ордена Красного Знамени (03.11.1944, …);
- орден Кутузова 2 степени (19.04.1945);
- медали.